# ふじき野
ふじき野（ふじきの）は、千葉県印旛郡酒々井町の町丁。現行行政地名はふじき野一丁目からふじき野三丁目。郵便番号285-0928。

## 地理
北は東酒々井、東は尾上、南は酒々井、西は下台に隣接している。

## 世帯数と人口
2017年（平成29年）11月1日現在の世帯数と人口は以下の通りである。
| 丁目           | 世帯数  | 人口    |
| -------------- | ------- | ------- |
| ふじき野一丁目 | 197世帯 | 598人   |
| ふじき野二丁目 | 284世帯 | 877人   |
| ふじき野三丁目 | 284世帯 | 852人   |
| 計             | 765世帯 | 2,327人 |

## 小・中学校の学区
町立小・中学校に通う場合、学区は以下の通りとなる。
| 丁目           | 番地 | 小学校                 | 中学校                 |
| -------------- | ---- | ---------------------- | ---------------------- |
| ふじき野一丁目 | 全域 | 酒々井町立大室台小学校 | 酒々井町立酒々井中学校 |
| ふじき野二丁目 | 全域 | 酒々井町立大室台小学校 | 酒々井町立酒々井中学校 |
| ふじき野三丁目 | 全域 | 酒々井町立大室台小学校 | 酒々井町立酒々井中学校 |

## 施設

### 一丁目
- うるおい公園

### 二丁目
- やすらぎ公園

### 三丁目
- ふじき野会館
- はつらつ公園

## 交通

### 鉄道
地内に鉄道は通っていない。酒々井にある成田線の酒々井駅が利用できる。